# Kneajeva Mahala, Montana
Kneajeva Mahala (în bulgară Княжева Махала) este un sat în comuna Brusarți, regiunea Montana,  Bulgaria. 

## Demografie
Componența etnică a satului Kneajeva Mahala
     Romi (8,27%)
     Bulgari (90,97%)
     Nicio identificare (0,75%)
     Altele (0%)
La recensământul din 2011, populația satului Kneajeva Mahala era de 133 locuitori. Din punct de vedere etnic, majoritatea locuitorilor (90,97%) erau bulgari, cu o minoritate de romi (8,27%). Pentru 0,75% din locuitori nu este cunoscută apartenența etnică.